# 张美人 (宋仁宗)
张美人（11世纪1000年代或1010年代—1028年），宋仁宗的美人，逝世后追册皇后。張美名义上的孙女。
《宋史·后妃传》中不見张氏的独立传记，《皇宋通鉴长编纪事本末》中有所收录。天圣初，她与郭氏同时入宫。宋仁宗欲立她为皇后，但此时宋仁宗尚未亲政，权力在嫡母刘太后的手中。于是在刘太后的支持下，在天圣二年（1024年）立郭氏为皇后。张氏则在天圣四年（1026年）获得才人的册封。天圣六年（1028年）九月癸丑，已经病重的张才人晋封为美人，五日后，张氏逝世。
明道二年（1033年）三月，刘太后逝世，宋仁宗亲政，意图废掉郭皇后，受大臣阻拦。十一月乙丑，按照宋仁宗的意愿，逝世数年的张美人被追册为皇后。命内园使岑守素以张氏的墓为陵阙，而不立庙。次月，郭皇后正式被废。
景佑元年（1034年）二月九日，殿直张师古进言：「故妹美人先诏令为臣祖守英之女，近蒙圣恩追册充皇后，祖守英未蒙封赠。」，宋仁宗下诏追赠张氏名义上的父亲张守瑛为邓州观察使。张氏是否获得谥号、具体谥号，则无法考证。